# Comté de Nordland
Pour les articles homonymes, voir Nordland.
Le comté de Nordland (ce qui signifie pays du nord ;  Nordland fylke en norvégien) est un comté norvégien situé au nord du pays. Il est voisin des comtés de Troms et Trøndelag. Son chef-lieu se situe à Bodø. Le comté assure également l’administration de l’île Jan Mayen, et ce, depuis 1995.

## Informations générales
Le Nordland s’étend sur une longueur de 500 kilomètres, depuis le Trøndelag jusqu’au Troms. Le littoral est très accidenté, et le comté inclut la plupart des îles Lofoten et Vesterålen.
La pêche reste l’un des secteurs économiques les plus importants. Le Nordland est notamment célèbre pour ses morues. Mais l’agriculture occupe aussi un grand nombre d’habitants, avec l’élevage de chèvres et de bovins.
Quelques installations minières et hydroélectriques ajoutent à la diversification des activités locales. Le port de Narvik dispose d’une connexion ferroviaire directe avec les riches gisements de fer de la région de Kiruna, en Suède.

## Résultats électoraux
| Scrutin           | Position | Position | Position | Position | Position | Position | Position | Position | Position | Position | Position | Position |
| Scrutin           | 1er      | 1er      | %        | 2e       | 2e       | %        | 3e       | 3e       | %        | 4e       | 4e       | %        |
| ----------------- | -------- | -------- | -------- | -------- | -------- | -------- | -------- | -------- | -------- | -------- | -------- | -------- |
| Législatives 2017 |          | Ap       | 26,03    |          | H        | 20,17    |          | Sp       | 18,64    |          | FrP      | 16,46    |
| Régionales 2019   |          | Ap       | 26,8     |          | Sp       | 25,3     |          | H        | 15,8     |          | FrP      | 9,6      |
| Législatives 2021 |          | Ap       | 28,77    |          | Sp       | 21,21    |          | H        | 15,30    |          | FrP      | 12,17    |
| Régionales 2023   |          | Ap       | 24.4     |          | H        | 22,9     |          | FrP      | 12,7     |          | Sp       | 10,7     |

## Communes

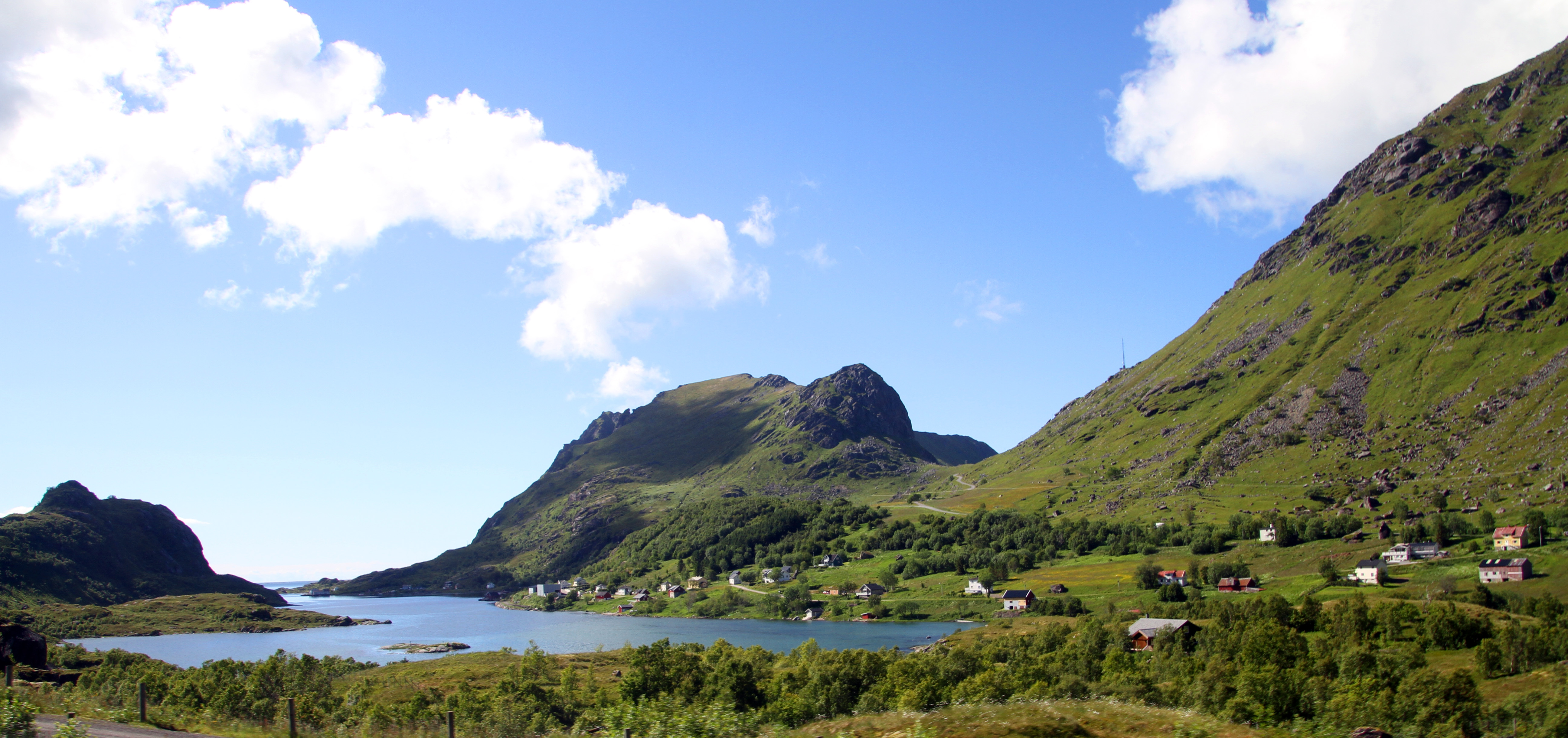
Unstad, localité de la kommune de Vestvågøy.

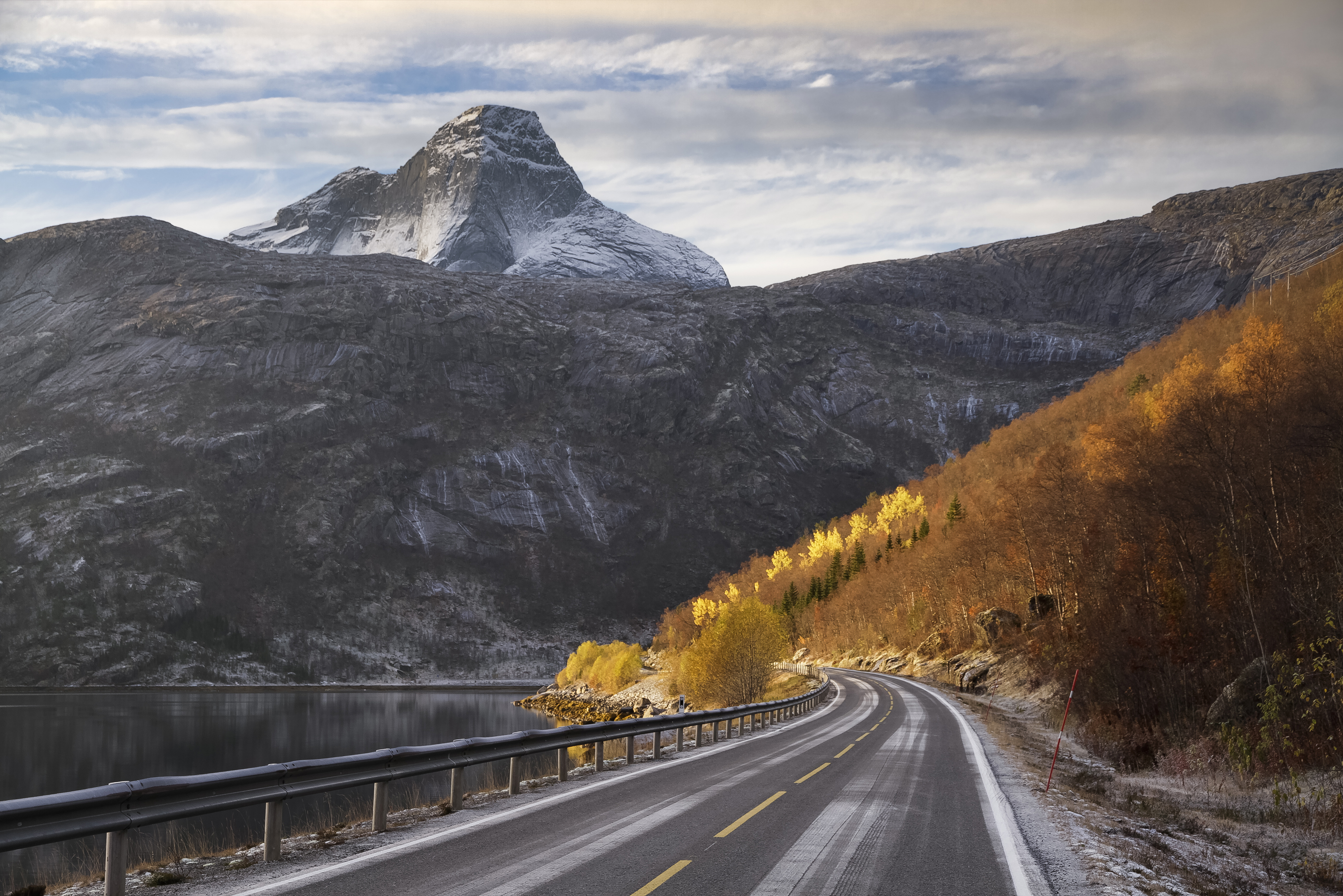
La Riksvei 827 vers la commune de Ballangen, dans le comté de Nordland. Octobre 2012.

Le comté de Nordland est subdivisé en 44 communes (Kommuner) au niveau local :
- Alstahaug
- Andøy
- Ballangen
- Beiarn
- Bindal
- Bodø
- Brønnøy
- Bø
- Dønna
- Evenes
- Fauske
- Flakstad
- Gildeskål
- Grane
- Hadsel
- Hamarøy
- Hattfjelldal
- Hemnes
- Herøy
- Leirfjord
- Lurøy
- Lødingen
- Meløy
- Mo i Rana
- Moskenes
- Narvik
- Nesna
- Øksnes
- Rana
- Rødøy
- Røst
- Saltdal
- Sortland
- Steigen
- Sømna
- Sørfold
- Tjeldsund
- Træna
- Tysfjord
- Vefsn
- Vega
- Vestvågøy
- Vevelstad
- Vågan
- Værøy